# Дангадзе Северіон Джумберович
Северіон Дангадзе (нар. 18 червня 1989, Донецьк) — український підприємець, політик, громадський діяч, волонтер грузинського походження. Один із соратників колишнього президента Грузії та українського політика Міхеїла Саакашвілі. З травня 2023 року - радник голови Бучанської районної державної адміністрації Київської області.

## Життєпис
Народився 18 червня 1989 року у родині українки та грузина. Мати Северіона - освітянка, батько - інженер.

### Освіта та наукова діяльність
У дитинстві навчався в лондонській школі «Chigwell School». Після закінчення школи, повернувся до України, де продовжував навчання у вищих навчальних закладах.
- 2011 — Донецький університет за спеціальністю «міжнародні відносини»
- 2017 — Національний юридичний університет за спеціальністю «правознавство»

Володіє українською, англійською та російською мовами.
20 березня 2025 року, здобув науковий ступінь доктора філософії (PhD) з публічного управління та адміністрування захистивши дисертаційну роботу: «Стратегічні напрями розвитку національної безпеки України». 
Протягом навчання опублікував ряд наукових робіт присвячених проблемам ефективного урядування та підвищенню обороноздатності України. 

### Робота та підприємництво
Після навчання займався приватним бізнесом, пов’язаним з інвестиціями у європейські стартапи та ІТ-проєкти.
2013—2014 — працював радником «Національної компанії Астана Експо-2017» у Казахстані.
Напочатку повномасштабного вторгнення рф в Україну заснував  компанію-виробника військової амуніції ТОВ "УКРТАК.ЮА". На перших порах, виробництво бронежилетів відбувалося безпосередньо у офісі його компанії, який було оперативно перетворено на швейний цех. Бронежилети роздавалися на благодійних засадах усім, хто став на захист України. Невпинна робота над модернізацією, розширенням та удосконаленням модельного ряду, зрештою сама якість  продукції була відзначена вітчизняними та іноземними фахівцями на українських та міжнародних виставках. Згодом, компанія стала одним із найбільших постачальників засобів індивідуального захисту для українського війська.
Компанія була представлена на міжнародних виставках оборонної промисловості та технологій, зокрема MSPO та інших. 

### Політична та громадська діяльність
Один з лідерів партії та очільник Київської обласної організації «Руху нових сил» Саакашвілі. Був одним із координаторів заходів з повернення Михайла Саакашвілі в Україну 10 вересня 2017 року.Під час широких акцій протесту біля Верховної Ради України в 2017—2018 роках, Дангадзе та Саакашвілі було затримано та повідомлено про підозру у вчиненні злочину. У партії «Рух Нових Сил «Михайла Саакашвілі», заявили, що діяння інкриміновані Дангадзе і Саакашвілі є такими, що мають на меті переслідування та дискредитацію політичних опонентів.
Після початку вторгнення Росії в Україну (2022) Дангадзе брав участь в обороні міста Києва у складі сил ТРО та налагодив виготовлення бронежилетів у своєму офісі у центрі Києва, переобладнавши його у швейний цех. З 2023 — радник голови Бучанської районної державної адміністрації Київської області.

## Благодійність

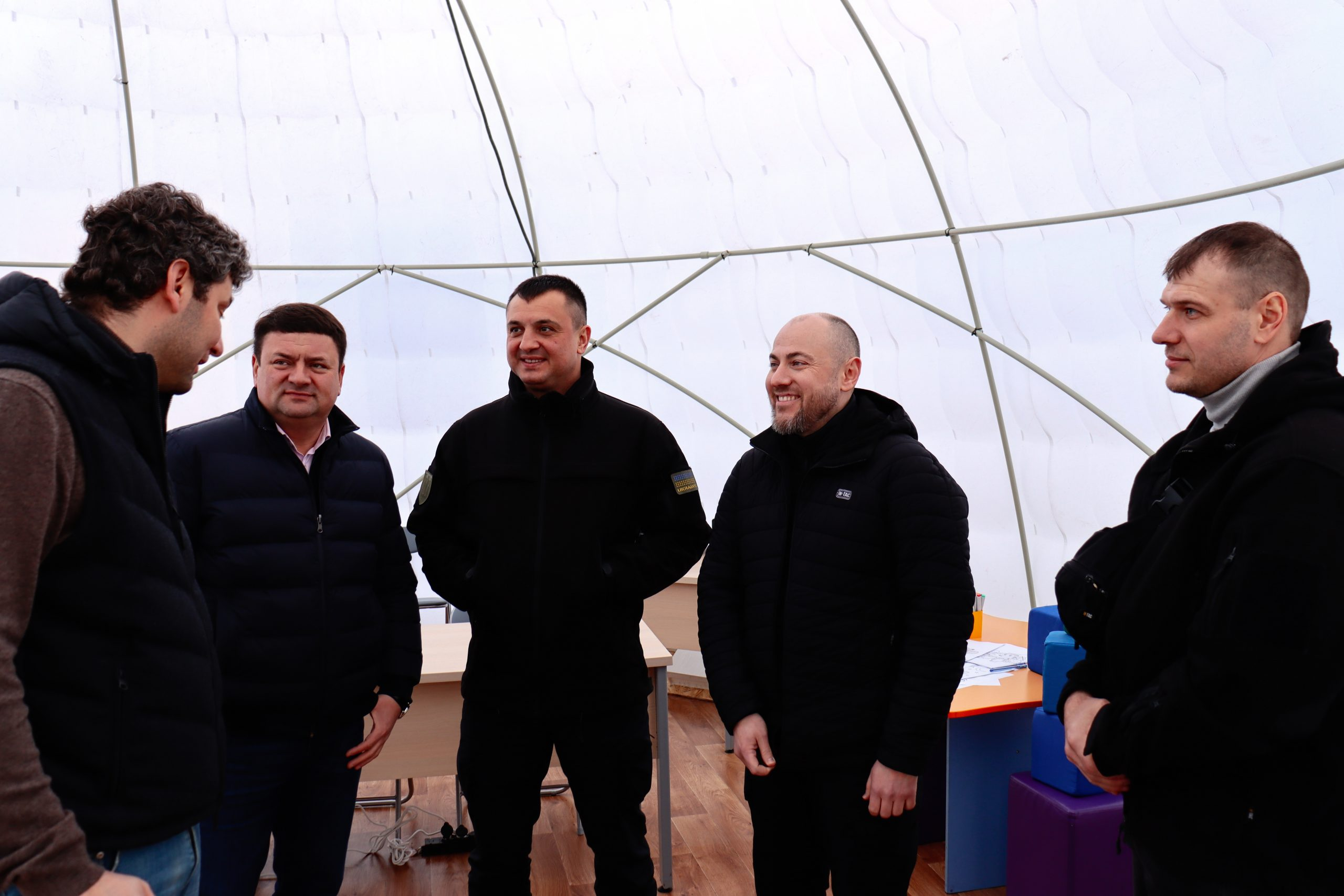
Северіон Дангадзе (ліворуч) під час відкриття "Пункту Незламності".

Напочатку квітня 2022 заснував БО «Благодійний фонд «Українці Єдині», який спеціалізується на допомозі військовим та цивільним громадянам, які постраждали під час війни.

#### Гуманітарні місії на деокуповані території
У квітні-листопаді, діяльність Фонду зосереджувалася на допомозі військовим із амуніцією та організації гуманітарних місій у деокуповані території (Буча, Бородянка, Ірпінь, Херсон, Харківщина, прифронтові території Донецької та Луганської областей, військові госпіталі тощо). На кінець серпня 2022 року, Фонд передав благодійної допомоги на 1,2 млн. доларів.

#### Інноваційний пункт незламності у Софіївській Борщагівці

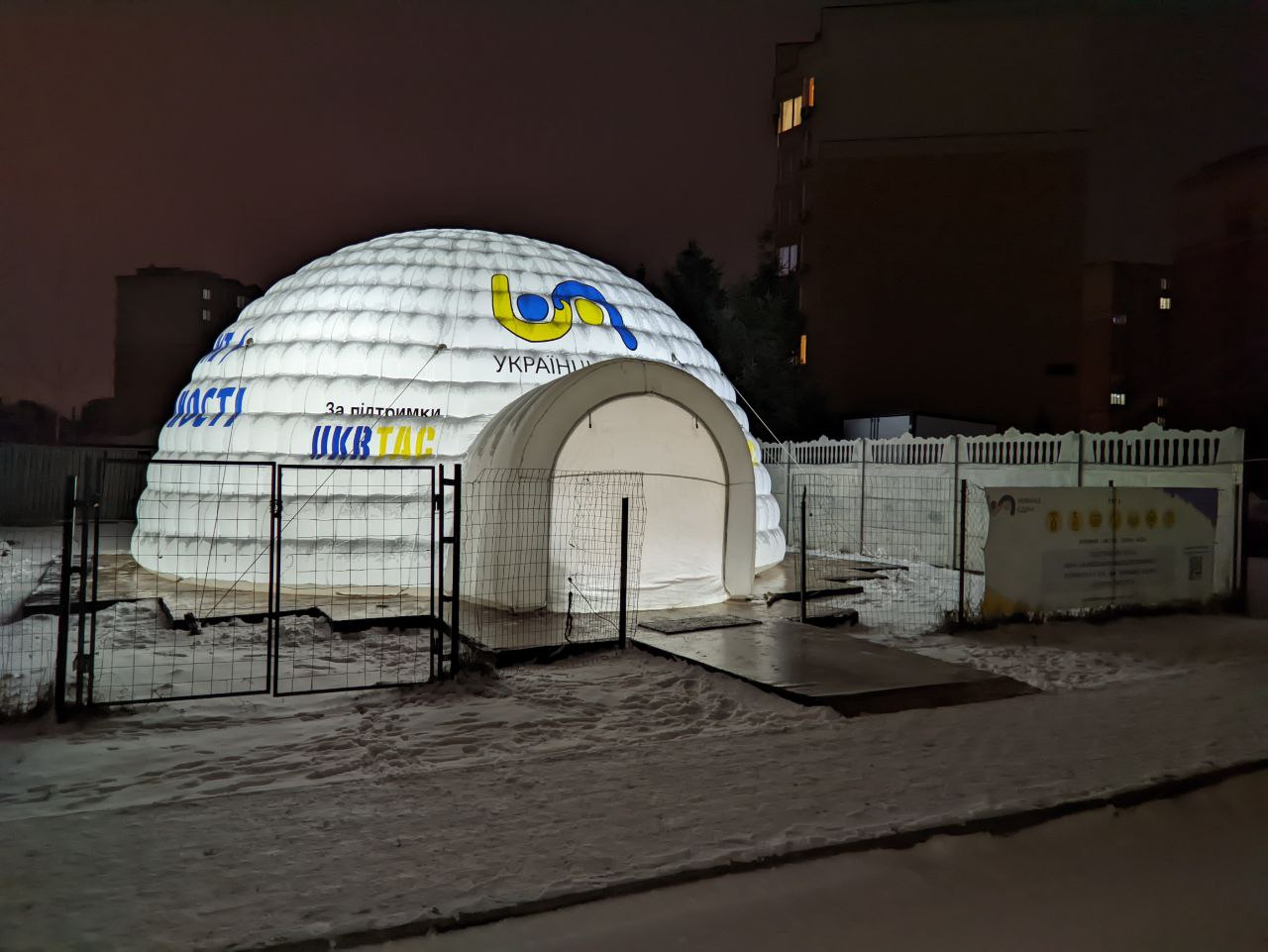
Пункт незламності, встановлений БО "БФ "Українці Єдині" для Київщини. Січень 2023 р.

У грудні 2022 – квітні 2023 року, підтримуючи ідею Президента України Володимира Зеленського, організував освітній пункт незламності у Софіївській Борщагівці, що на Київщині. За словами Дангадзе, основна ідея функціонування пункту полягала у тому, аби перешкодити ворогу у намірі знелюднити українські міста через обстріли критичної інфраструктури. Пункт був створений, щоб мінімізувати негативні наслідки від постійних перебоїв із електро, водо та теплопостачанням, давши людям змогу вчитися та працювати, у відносно комфортних умовах, та найголовніше, поблизу своїх постійних помешкань. 

#### Війна між Ізраїлем та Хамасом
Після атаки терористичної організації ХАМАС на Ізраїль 07 жовтня 2023 року та початку війни на Близькому Сході, Северіон Дангадзе та компанія ТОВ "УКРТАК.ЮА" безоплатно пожертвували партію новітніх бронежилетів для солдатів Армії Оборони Ізраїлю. Такий крок був високо оцінений ізраїльськими офіційними особами.

## Родина
- Батько — Джумбер Дангадзе;
- Брати — Тимур та Григорій.

Одружений, має трьох дітей. 

## Нагороди
- «За сприяння Збройним Силам України»
- «За сприяння війську»[29]
- Відзнака Міністра оборони України - медаль "За сприяння обороні"[30]